# Nephrotoma hirsuticauda
Nephrotoma hirsuticauda är en tvåvingeart som beskrevs av Alexander 1924. Nephrotoma hirsuticauda ingår i släktet Nephrotoma och familjen storharkrankar. Inga underarter finns listade i Catalogue of Life.